# The Whitest Boy Alive
The Whitest Boy Alive – międzynarodowa grupa muzyczna na stałe przebywająca w Berlinie. W skład zespołu wchodzą: Erlend Øye (Norwegia), Marcin Öz (Polska), Sebastian Maschat (Niemcy), Daniel Nentwig (Niemcy). Zespół powstał w Berlinie w roku 2003 i jego twórczość często przypisywana jest gatunkom muzyki elektronicznej oraz indie pop. W czerwcu 2014 zespół poinformował o rozwiązaniu.

## Członkowie grupy
- Erlend Øye – gitara/wokal
- Marcin Öz – gitara basowa
- Sebastian Maschat - perkusja
- Daniel Nentwig – pianino Rhodes / syntetyzator Crumar

## Historia
The Whitest Boy Alive rozpoczęło swoją aktywność jako projekt związany z muzyką indie pop w Berlinie, w roku 2003. Debiutancki album Dreams został wydany 21 czerwca 2006 w Niemczech. W Wielkiej Brytanii album promował singiel Burning, który wydany został w listopadzie 2007. The Whitest Boy Alive zagrali pierwszy koncert w Wielkiej Brytanii we wrześniu 2007 wspólnie z New Young Pony Club w klubie London Astoria. Drugi album, Rules, nagrywany był w studio w Punta Burros, Nayarit, Meksyku i został wydany w marcu 2009.
Zakładając The Whitest Boy Alive Erlend Øye posiadał już spore doświadczenie muzyczne zdobyte w Norwegii oraz Anglii. Zasłynął przede wszystkim jako połowa norweskiego duetu akustycznego Kings of Convenience, który wydał cztery albumy: "Quiet Is the New Loud", "Versus " , "Riot on an Empty Street", " Declaration of Dependence " oraz jako gościnny wokalista na debiutanckim krążku Röyksopp: "Melody A.M.", gdzie zaśpiewał w dwóch utworach: "Remind Me" i "Poor Leno" a grupę okrzyknięto liderem tzw. New Acoustic Movement.
Początki grupy The Whitest Boy Alive sięgają 2003 roku, kiedy to Erlend Øye i Marcin Öz razem postanowili założyć taneczną formację elektroniczną. Muzycy poznali się w Berlinie, gdzie pochodzący z Torunia Marcin Öz (znany lepiej jako DJ Highfish) był wówczas rezydentem berlińskiego klubu WMF. Początkowo muzycy spotykali się regularnie w ustalonym miejscu i czasie programując muzykę na komputerze. Do tego duetu dołączyli z czasem dwaj Niemcy: Sebastian Maschat oraz Daniel Nentwig, wprowadzając żywe instrumenty do muzyki zespołu.

## Stylistyka
The Whitest Boy Alive  są nie tylko konsekwentni w brzmieniu, ale i w kompleksowej oprawie graficznej – za co niezmiennie odpowiada Geoff McFetridge, który stworzył okładki obu płyt, klip promujący, a także stronę internetową zespołu oraz gadżety. To również on powołał do życia pół-rzeczywistą, pół-kreskówkową postać "The Whitest Boy Alive", mającą być "maskotką" zespołu niczym Eddie u Iron Maiden.

## Dreams (2006)
Dreams to debiutancka płyta zespołu The Whitest Boy Alive. Album został wydany  nakładem wytwórni Service Records oraz Asound/Bubbles.

## Rules (2009)
Rules jest drugą płytą w twórczości zespołu, nagrana została w studio w Punta Burros, Nayarit w Meksyku. Album został wydany w marcu 2009 nakładem wytwórni Bubbles Records. Całość materiału została nagrana na żywo i bez overdubu. Teksty piosenek są z pozoru proste, oszczędne, a zarazem introspektywne, refleksyjne, niekiedy wręcz lekko filozoficzne.

## Dyskografia

### Albumy
- Dreams (2006)
- Rules (2009)

### Single
- "Inflation" (2004)
- "Burning" (2006)
- "Burning" (2007)(UK version)
- "1517" (2009)

## Projekty dodatkowe
Erlend Øye zaczynał karierę muzyczną w Bergen (Norwegia) z zespołem Skog w połowie lat 90, a następnie był członkiem londyńskiego zespołu Pechfuzz w roku 1997. W roku 1998 Erlend wraz z Eirikiem Glambekiem utworzył grupę Kings of Convenience. Erlend wydał solowy album Unrest w roku 2003 oraz Mix-CD z serii DJ Kicks w 2004. Marcin Öz gra w berlińskich klubach od 1996 roku jako DJ Highfish, głównie muzykę z gatunku deep house i techno.